# Mirjam Melchers
Maria Wilhelmina Johanna Melchers, detta Mirjam (Arnhem, 26 settembre 1975), è una ciclista su strada e ciclocrossista olandese, medaglia d'argento ai mondiali su strada nel 2003 e di bronzo nel ciclocross nel 2005. Moglie dell'ex collega Jean-Paul van Poppel, è stata per un certo periodo in testa della classifica mondiale dell'UCI.

## Carriera
Nel 2003 ha vinto il Gran Premio Castilla y León, tappa della Coppa del Mondo, nella cui classifica finale ha chiuso al terzo posto dietro a Nicole Cooke ed alla velocista tedesca Regina Schleicher. Terminò prima anche nella classifica finale della Damesronde van Drenthe e della Emakumeen Bira, prima di vincere l'argento mondiale ad Hamilton, Ontario, Canada.
Durante il 2010 interrompe l'attività, essendo incinta del primo figlio.

## Palmarès

### Strada
- 1998

4ª tappa Holland Tour
- 1999

1ª tappa Tour de Snowy
2ª tappa Street-Skills Cycle Classic
11ª tappa Tour de l'Aude
5ª tappa Holland Tour
- 2000

1ª tappa Tour de Snowy
5ª tappa Tour de Snowy
Campionati olandesi, Prova in linea
2ª tappa Grande Boucle
3ª tappa Holland Tour
Classifica generale Holland Tour
- 2001

7ª tappa Tour de Snowy
Trofeo Guareschi
1ª tappa Giro dell'Alto Adige
2ª tappa Giro dell'Alto Adige
Classifica generale Giro dell'Alto Adige
1ª tappa Thüringen Rundfahrt
2ª tappa Thüringen Rundfahrt
Classifica generale Thüringen Rundfahrt
- 2002

1ª tappa Tour de Snowy
Primavera Rosa
1ª tappa Emakumeen Bira
Prologo Thüringen Rundfahrt
7ª tappa Holland Tour
- 2003

Gran Premio Castilla y León
2ª tappa Ronde van Drenthe
Classifica generale Ronde van Drenthe
5ª tappa Emakumeen Bira
Classifica generale Emakumeen Bira
1ª tappa Ster Zeeuwsche Eilanden
Classifica generale Ster Zeeuwsche Eilanden
- 2004

3ª tappa Vuelta a Castilla y León
Classifica generale Vuelta a Castilla y León
Campionati olandesi, Prova a cronometro
Holland Hills Classic
2ª tappa Holland Tour
Classifica generale Holland Tour
- 2005

Giro delle Fiandre
Durango-Durango Emakumeen Saria
3ª tappa Ster Zeeuwsche Eilanden
Classifica generale Ster Zeeuwsche Eilanden
5ª tappa Giro Donne
Prologo Giro della Toscana-Memorial Fanini
- 2006

Giro delle Fiandre
- 2008

Prologo Giro Donne
Campionati olandesi, Prova a cronometro

#### Altri successi
- 1998

Omloop der Groene Gemeenten (Criterium)
Grote Herfstprijs Westerbeek (Criterium)
- 2000

Parel van de Veluwe (Criterium)
Haarsteeg (Criterium)
Geldrop (Criterium)
- 2001

Westerbeek (Criterium)
- 2002

Oud-Vossemeer (Criterium)
- 2003

Oud-Vossemeer (Criterium)
Omloop van het Ronostrand (Criterium)
3ª tappa Holland Ladies Tour (Cronosquadre)
Haarsteeg (Criterium)
- 2004

Draai van de Kaai (Criterium)
Luk Challenge (Cronocoppie)
Oostvoorne (Criterium)
- 2005

Lekkerkerk (Criterium)
Boxmeer (Criterium)
Oostvoorne (Criterium)
4ª tappa, 2ª semitappa Holland Ladies Tour (Cronosquadre)
Draai van de Kaai (Criterium)
- 2006

1ª tappa Tour de l'Aude cycliste féminin (Cronosquadre)
- 2007

Grote Prijs Gerrie Knetemann (Criterium)
1ª tappa Emakumeen Bira (Cronosquadre)
Profronde van Pijnacker (Criterium)
- 2008

2ª tappa Tour de l'Aude cycliste féminin (Cronosquadre)

### Ciclocross
- 2003-2004

Campionato olandese di ciclocross
Boxtel
Zeddam
Reusel
- 2004-2005

Woerden
Reusel
Hoogerheide (CDM)
- 2005-2006

Amersfoort
- 2007-2008

Campionato olandese di ciclocross
- 2008-2009

Amersfoort
Sint-Michielsgestel

## Piazzamenti

### Grandi Giri
- Giro Donne

2001: 7ª
2004: 4ª
2005: 8ª
2007: 27ª
2008: 21ª
- Grande Boucle

1998: 42ª
1999: 25ª
2000: ritirata